# Komitet Centralny Komunistycznej Partii Kuby
Komitet Centralny Komunistycznej Partii Kuby (Comité Central del Partido Comunista de Cuba) – centralna instancja partii, wykonująca polecenia Biura Politycznego Komunistycznej Partii Kuby, de facto organ zarządzania wszystkimi dziedzinami życia w tym kraju.

## Komórki organizacyjne
- Wydział Organizacyjny i Polityki Kadrowej (Departamento de Organización y Política de Cuadros)
- Wydział Ideologiczny (Departamento Ideológico)
- Wydział Stosunków Międzynarodowych (Departamento de Relaciones Internacionales)
- Wydział Edukacji, Sportu i Nauki (Departamento de Educación, Deportes y Ciencia)
- Wydział Nauki (Departamento de Ciencia)
- Wydział Ekonomiczny (Departamento Económico)
- Wydział Transportu, Turystyki, Łączności i Usług (Departamento de Transporte, Turismo, Comunicaciones y Servicios)
- Wydział Orientacji Rewolucyjnej (Departamento de Orientación Revolucionaria)[1]
- Wydział Polityki Socjalnej (Departamento de Atención a la Población)
- Wydział Sektora Rolno-Spożywczego (Departamento de Agroalimentario)
- Wydział Przemysłu i Budownictwa (Departamento de Industria y Construcción)
- Biuro ds Wyznań (Oficina de Atención a los Asuntos Religiosos)
- Wydział Ameryki (Departamento América)[2]
- Archiwum (Archivo)
- Centrum Dokumentacji (Centro de Documentación)

Przy KC funkcjonują:
- Wyższa Szkoła Partyjna im. Nico Lopeza  (Escuela Superior del Partido Ñico López), Havana, 5ta. Ave. y 246 Sta. Fe, Playa
- dziennik Granma, Havana, General Suárez y Territorial
- wydawnictwo literatury politycznej KC KPKuby (Editora Política del CCPCC), Havana, Belascoaín y Desagües No. 864, Centro Habana

## Siedziba Komitetu Centralnego
Mieści się w prawym skrzydle Pałacu Rewolucji przy Plaza de la Revolución. 